# Видео-камера
Видео-камера је камера која служи за снимање видео-материјала, односно покретних слика. Иницијално је развијена искључиво за телевизијске потребе али се данас користи у многе друге сврхе. Шта више постале су део уређаја који се превасходно праве за друге намене као што је мобилни телефон.

## Историја
Прва видео-камера развијене је 1930-их година и користио ју је BBS током експерименталног емитовања. Ова камера је била базирана на електромеханички диск. Ову врсту камере већ 1940-их година заменила је у поптуности електрична видео-камера базирана на катодној цеви. Оваква врста камере остала је популарна и широко коришћена све до 1980-их година. Тада на сцену ступају камере које базирају на фото осетљивим чиповима пре свега CCD-јевима, које су и данас актуелне. Оне су елиминисале пуно проблема којих је било код катодних цеви и дале могућност развоју дигиталне телевизије. Цена видео-камера је развојем све више опадала тако да је данас немогуће замислити и домаћинство без неке врсте видео-камере.
Основа за полупроводничке сензоре слике је метал-оксид-полупроводник (МОС) технологија, која потиче од проналаска МОСФЕТ-а (МОС транзистор са ефектом поља) у Беловом лабораторијама 1959. године. Ово је довело до развоја полупроводничких сензора слике, укључујући CCD и касније CMOS сензор са активним пикселима. Први полупроводнички сензор слике био је уређај са спрегнутим наелектрисањима, исмишљен у Беловим лабораторијама 1969, заснован на МОС кондензаторској технологији.  сензор активних пиксела је касније осмишљен у предузећу Олимпус 1985. године, што је довело до развоја CMOS сензора активних пиксела у лабораторији за млазни погон агенције NASA 1993. године.
Практичне дигиталне видео камере су такође омогућене напретком у видео компресији, због непрактично високих захтева за меморијом и пропусним опсегом за некомпримовани видео. Најважнији алгоритам компресије у овом погледу је дискретна косинусна трансформација (DCT), техника компресије са губицима која је први пут предложена 1972. године. Практичне дигиталне видео камере су омогућене стандардима видео компресије заснованим на DCT-у, укључујући стандарде за видео кодирање H.26x и MPEG уведене од 1988. надаље.

## Врсте
Постоје више врста видео-камера и то зависно пре свега од намене као и жељеног квалитета снимљеног видеа.
- Професионалне видео-камере се користе пре свега у ТВ продукционим центрима као и при снимању филмова.[11] Ове камере нуде екстремно фина подешавања самих карактеристика видео-сигнала. Често је и сама контрола камера одвојена од главе камере и налази се обично у режији. Овим се постиже да се већи број камера уједначи по квалитету и другим параметрима слике. Овде постоје још финије поделе на:
  - Студијске камере су намењене за снимање у ТВ студијима. Најчешће су фиксиране за покретне носаче (триподе) којима управља камерман. Такође ове камере се монтирају и на дизалице код снимања специјалних покретних сцена.[12]
  - Мобилне камере су намењене снимању на терену. Ове камере се најчешће носе на раменима и неопходно је да имју погодан визир како би камерман могао једним оком да гледа снимање а другим да контролише своје покрете. Често овакве камере имају додатну опрему којом се камера причвршћује за камермана, али у употреби су и дизалице а у новије време и мали хеликоптери са даљинским управљањем
- Камкодери су врста камере која поред главе за снимање у себи укључује и видео-рекордер или други уређај за снимање видеа. И оне се широко користе у ТВ продукцији пре свега за снимање на терену, снимање кућних филмова и слично.[13] Уместо магнетних трака као медијум за снимање видео-садржаја све више у употреби су различите врсте дискова али и других врста меморија.
- Камере за надзор се пре свега користе као безбедносне камере и за надзор објеката[14]
- Све више су у употреби дигиталне видео-камере које дирекнто конвертују сигнал у дигитални излаз. Овакве камере су често врло мале и мање и од камера за надзор. Ове камере се користе као рачунарске веб камере али су и делови других уређаја као што је мобилни телефон.

Постоје и друге поделе видео-камера. Једна од основних је подела на SD и HD камере зависно од видео-резолуције коју снимају.

## Медији за снимање
Рани видео није могао бити директно снимљен. Први донекле успешан покушај директног снимања видеа одвио се 1927. са Фоновизионом заснованом на диску Џона Логија Бејрда. Дискови нису могли да се репродукују са тадашњом технологијом, иако је каснији напредак омогућио да се видео поврати током 1980-их. Први експерименти са употребом траке за снимање видео сигнала десили су се 1951. године. Први комерцијално пуштен систем била је Квадруплекс видео трака коју је произвео Ампекс 1956. године. Две године касније Ампекс је представио систем са способношћу снимања видеа у боји. Први системи за снимање дизајнирани да буду мобилни (и стога употребљиви ван студија) били су Портапак системи почевши од Сони ДВ-2400 1967. године. The first recording systems designed to be mobile (and thus usable outside the studio) were the Portapak systems starting with the Sony DV-2400 in 1967. Након тога је 1981. уследио систем Бетакам где је касетофон уграђен у камеру формирајући камкордер.

## Носачи објектива
Док неке видео камере имају уграђена сочива, друге користе заменљива сочива повезана преко низа носача. Неке попут Панависион ПВ и Ари ПЛ су дизајниране да буду филмске камере, док друге као што су Канон ЕФ и Сони Е потичу из фотографије. Даљи сет носача као што је С-постоље постоји за апликације као што је CCTV.

## Галерија
- Студијска камера
- Фиксна спољна камера
- Мобилна камера за снимање на терену
- Најновије "летеће" камере
- Камера за видео-надзор
- Кућни камкодер
- Салон камера Goldmann Tischler
- Салон камера Görlitz
- Склопива камера Unicum
- Linhof Technika III
- Преносива Morley's Students